# Manželky a dcery

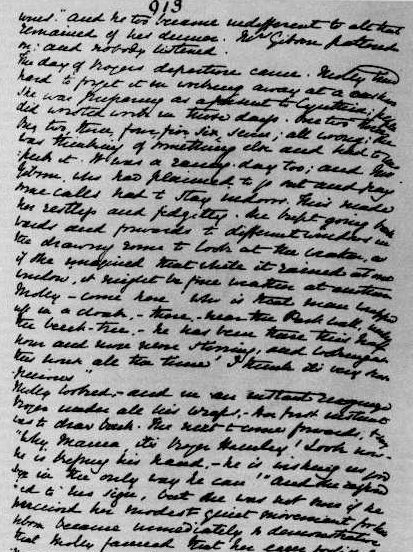
Jedna z posledních stránek rukopisu Wives and Daughters (The Works of Mrs. Gaskell, Knutsford Edition)

Manželky a dcery (Wives and Daughters) je posledním románem anglické spisovatelky Elizabeth Gaskellové, který se jí již nepodařilo dokončit. Vydán byl nedokončený posmrtně v únoru 1866 pod názvem Wives and Daughters: An Every-day story.
V tomto románu se autorka nezabývá společenskými problémy, jak to učinila v některých předcházejících románech – např. v Mary Bartonová či Sever a Jih, které pojednávaly o střetu společenských tříd, nebo v Ruth, románu o těžkém osudu „padlé“ ženy. Manželky a dcery je román, který vyniká propracovanými postavami, které dohromady vytváří společnost velmi živoucí a opravdovou, se všemi starostmi a radostmi každodenního života. Gaskellová čtenáře provádí vnitřním životem dívky, Molly Gibsonové, a předkládá mu popis jejího přerodu v dospělou ženu.

## Filmové, televizní a dramatické adaptace
Román byl dvakrát zpracován společností BBC pro televizní obrazovku. Poprvé v roce 1971, podruhé v roce 1999.